# Nyctemera uniformis
Nyctemera uniformis är en fjärilsart som beskrevs av Carl Plötz 1880. Nyctemera uniformis ingår i släktet Nyctemera och familjen björnspinnare. Inga underarter finns listade i Catalogue of Life.